# Kizibanda
Kizibanda är ett vattendrag i Burundi.   Det ligger i provinsen Ruyigi, i den centrala delen av landet, 110 kilometer öster om huvudstaden Bujumbura.
Omgivningarna runt Kizibanda är en mosaik av jordbruksmark och naturlig växtlighet. Runt Kizibanda är det ganska tätbefolkat, med 172 invånare per kvadratkilometer.